# Hirblingen
Hirblingen ist ein Pfarrdorf und Stadtteil der Stadt Gersthofen im schwäbischen Landkreis Augsburg in Bayern (Deutschland).

## Lage
Hirblingen liegt nordwestlich von Augsburg am Rande des Schmuttertales. Die Kreisstraße A 15 führt von Gablingen über Batzenhofen und Hirblingen nach Täfertingen, wo sie in die Staatsstraße St 2032 mündet.

## Geschichte
Hirblingen wurde urkundlich im 11. Jahrhundert erstmals aufgeführt. Bodenfunde bezeugen aber, dass der Ort eine so genannte Ursiedlung alemannischen Ursprungs ist. Hirblingen war einst Hauptstützpunkt der links vom Lech gelegenen Besitzungen des Reichsmarschälle von Pappenheim-Biberbach. Die Grundherrschaft übten im Mittelalter das Reichsstift St. Ulrich und Afra sowie Augsburger Klöster und Patrizierfamilien aus, so u. a. die Portner. Im Dreißigjährigen Krieg setzten die Schweden das Dorf in Brand. Seit 1699 war die Hospitalstiftung zu Augsburg Grundherrin von Hirblingen und Teil des Obervogtamtes Täfertingen.  In der Beschreibung der Markgrafschaft Burgau von 1749 wird Hirblingen als ein Dorf mit 47 Feuerstätten bezeichnet, darunter eine Kirche, ein Pfarrhaus und ein Wirtshaus, nebst Zapfenwirtsgerichtigkeit dem Heilig-Geist-Spital in Augsburg gehörig. Das Hochgericht war Burgauisch, das Nieder- und Gassengericht lag bei den Grundherren. Nach der Säkularisation fiel Hirblingen 1803 ans Kurfürstentum Bayern. Seit 1806 gehörte der Ort zum Königreich Bayern. 1804 wurde Hirblingen durch die Verwaltungsneugliederung Bayerns in das Landgericht Göggingen eingegliedert.
Im Zuge der Verwaltungsreformen im Königreich Bayern entstand mit dem Gemeindeedikt von 1818 die Gemeinde Hirblingen. 1816 hatte Maximilian Graf Montgelas mit der Bildung eines Patrimonialgerichts im Landgericht München die Gerichtsbarkeit über 43 Familien in Hirblingen erworben, die er an den Staat weiterverkaufte. Hirblingen war eine selbstständige Gemeinde und wurde am 1. Januar 1975 im Zuge der Gebietsreform in Bayern in die Stadt Gersthofen eingemeindet.

## Politik

### Ortsvorsteher und Bürgermeister seit 1822
| Name                | Erwähnung                     |
| ------------------- | ----------------------------- |
| Josef Ziesenböck    | 26. Mai 1822                  |
| Fidelis Wohlfahrt   | 6. November 1825              |
| Gaugenrieder        | 4. Oktober 1839               |
| Johann Ortner       | 22. Januar 1842               |
| Uebele              | 23. Oktober 1842              |
| Andreas Deisenhofer | 20. November 1845             |
| Johann Schenk       | 24. April 1854                |
| Anton Leitenmeyer   | 25. November 1857             |
| Georg Brem          | 31. August 1870               |
| Stöppich            | 12. März 1876                 |
| Josef Böck          | 6. Januar 1882                |
| Harle               | 27. Oktober 1901              |
| Schenk              | 23. Januar 1921               |
| Franz Pfiffner      | 18. Mai 1933 und 6. Juni 1948 |

## Sehenswürdigkeiten
- Die römisch-katholische Pfarrkirche St. Blasius in Hirblingen gehört zum Dekanat Augsburg-Land im Bistum Augsburg
- Typenturm Hirblingen
- Wegkapelle Hirblingen